# Brad Farberman
 Bradley Stuart „Brad“ Farberman (* 22. Februar 1985) ist ein US-amerikanischer Jazzmusiker (Gitarre, Komposition), der sich auch als Musikjournalist betätigt.

## Leben und Wirken
Farberman begann unter dem Eindruck eines Konzerts von Medeski, Martin & Wood, sich mit Jazz zu beschäftigen. Er studierte an der University of Massachusetts Amherst. Seit den 2000er-Jahren arbeitet er in der New Yorker Musikszene in den Bereichen Funk, Free Jazz und Pop, u. a. mit Daniel Carter und Billy Martin (Just Don’t Die, 2019), im Knucklebean Improv Orchestra, in der Avantgarde-Funk-Band Middle Blue („One Half of One Guitar“), ferner in Tom Tom Club und Nicki Minaj’s Super Bass. Unter eigenem Namen legte er 2010 das Album First Date (Ropeadope) in Sextettbesetzung vor. Aufnahmen entstanden außerdem mit Rhys Chatham (A Crimson Grail) und mit Jason Kao Hwang/Spontaneous River (Symphony of Souls, 2010). Farberman betätigte sich weiterhin als Autor und schrieb für Zeitschriften wie Billboard, Rolling Stone, The Village Voice und JazzTimes. Farberman arbeitet als Webentwickler und lebt in Brooklyn.

## Diskographische Hinweise
- Big Feet: Live at Troost (EP)
- Middle Blue: Love Chords (Rodeotope), mit Jeremy Danneman, Jessica Lurie,  David Sewelson, Jared Pauley, Danny Tamberelli, Mike Clark